# TrES-1b
TrES-1b je exoplaneta objevená v roce 2004 v rámci projektu Trans-Atlantic Exoplanet Survey (TrES). Nachází se v souhvězdí Lyry, přibližně 500 světelných let od Země. Jedná se o plynného obra, svým složením podobného Jupiteru, avšak s výrazně bližší oběžnou drahou kolem mateřské hvězdy. Touto hvězdou je oranžový trpaslík GSC 02652-01324, okolo kterého TrES-1b krouží ve vzdálenosti pouhých 0,04 AU. Díky tak těsné blízkosti ke své hvězdě patří do kategorie horkých Jupiterů, neboť její povrchová teplota bude velmi vysoká.
Hmotnost TrES-1b je přibližně 0,61 hmotnosti Jupiteru a její poloměr dosahuje zhruba 1,08 Jupiterova poloměru. Oběžná doba činí jen asi 3 dny. Intenzivní záření hvězdy a malá vzdálenost k ní vedou k extrémním podmínkám v atmosféře planety, které jsou velmi odlišné od chladného, plynného obra v naší Sluneční soustavě. Díky svému tranzitu přes disk hvězdy byla TrES-1b jednou z prvních exoplanet, u které se podařilo získat detailní informace o jejím složení a atmosféře.